# Bruno Schlage
Bruno Schlage (ur. 11 lutego 1903 w Trutenau, zm. 9 lutego 1977 w Minden) – zbrodniarz hitlerowski, członek załogi obozu koncentracyjnego Auschwitz-Birkenau i SS-Unterscharführer. 
Urodził się w rodzinie robotniczej. Przed rozpoczęciem II wojny światowej pracował w niemieckich kolejach. W początkach 1940 wstąpił do hitlerowskiej policji, skąd szybko przeniesiono go do SS. Od końca 1940 do stycznia 1945 Schlage pełnił służbę w kompleksie obozowym Auschwitz-Birkenau. Początkowo należał do 3 kompanii wartowniczej, następnie pełnił także służbę jako urzędnik w obozowej administracji, kierownik aresztu w bloku 11 (bloku śmierci) oraz kierownik komanda więźniarskiego w podobozie Golleschau. Schlage ze szczególnym okrucieństwem traktował jeńców radzieckich. W styczniu 1945 r. brał udział w marszu śmierci z Auschwitz-Birkenau na stację kolejową w Wodzisławiu Śląskim.
Od maja 1945 do 8 sierpnia 1949 przebywał w Polsce w niewoli. W październiku 1961 został aresztowany przez władze zachodnioniemieckie w związku ze zbrodniami popełnionymi w Auschwitz. Schlage skazany został w drugim procesie oświęcimskim na 6 lat pozbawienia wolności. Więzienie opuścił w 1969.